# Yongfu, Fujian
Yongfu (kinesiska: 永福) är en köping i sydöstra Kina. Den ligger i Zhangping i staden Longyan i provinsen Fujian, omkring 230 kilometer sydväst om provinshuvudstaden Fuzhou. Antalet invånare är 34 377. Befolkningen består av 16 695 kvinnor och 17 682 män. Barn under 15 år utgör 17,0 %, vuxna 15-64 år 70 %, och äldre över 65 år 11,0 %.